# Sarcé

Sarcé este o comună în departamentul Sarthe, Franța. În 2009 avea o populație de 288 de locuitori.